# Холдорф
Холдорф (њем. Holldorf) општина је у њемачкој савезној држави Мекленбург-Западна Померанија. Једно је од 53 општинска средишта округа Мекленбург-Штрелиц. Према процјени из 2010. у општини је живјело 811 становника. Посједује регионалну шифру (AGS) 13055033.

## Географски и демографски подаци
Холдорф се налази у савезној држави Мекленбург-Западна Померанија у округу Мекленбург-Штрелиц. Општина се налази на надморској висини од 82 метра. Површина општине износи 15,7 km². У самом мјесту је, према процјени из 2010. године, живјело 811 становника. Просјечна густина становништва износи 52 становника/km².